# Telmatobiidae

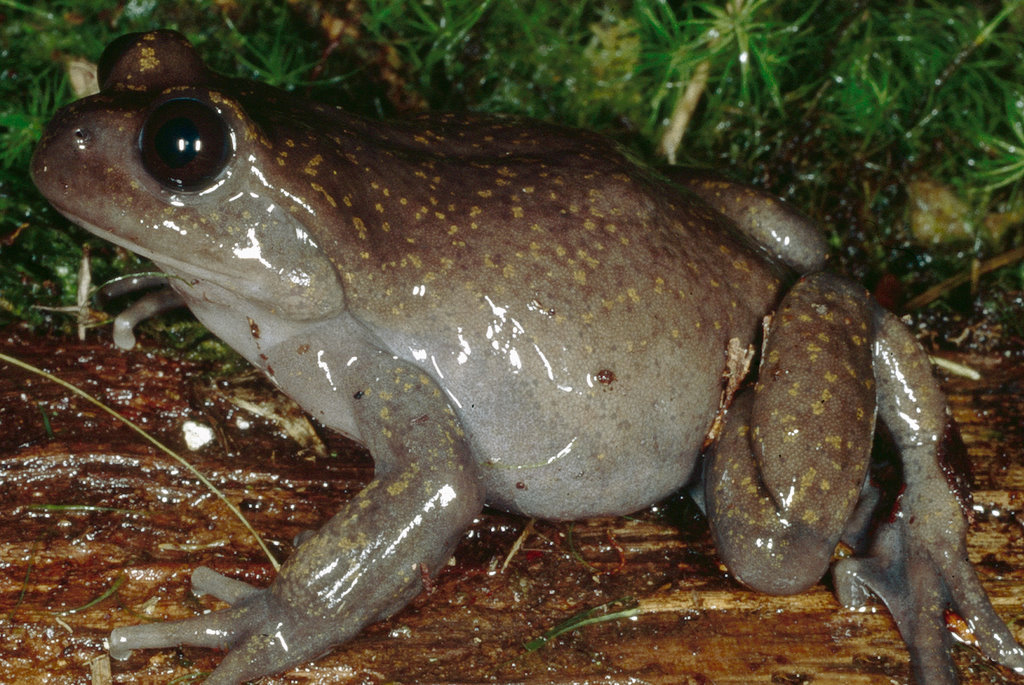
T. atahualpai

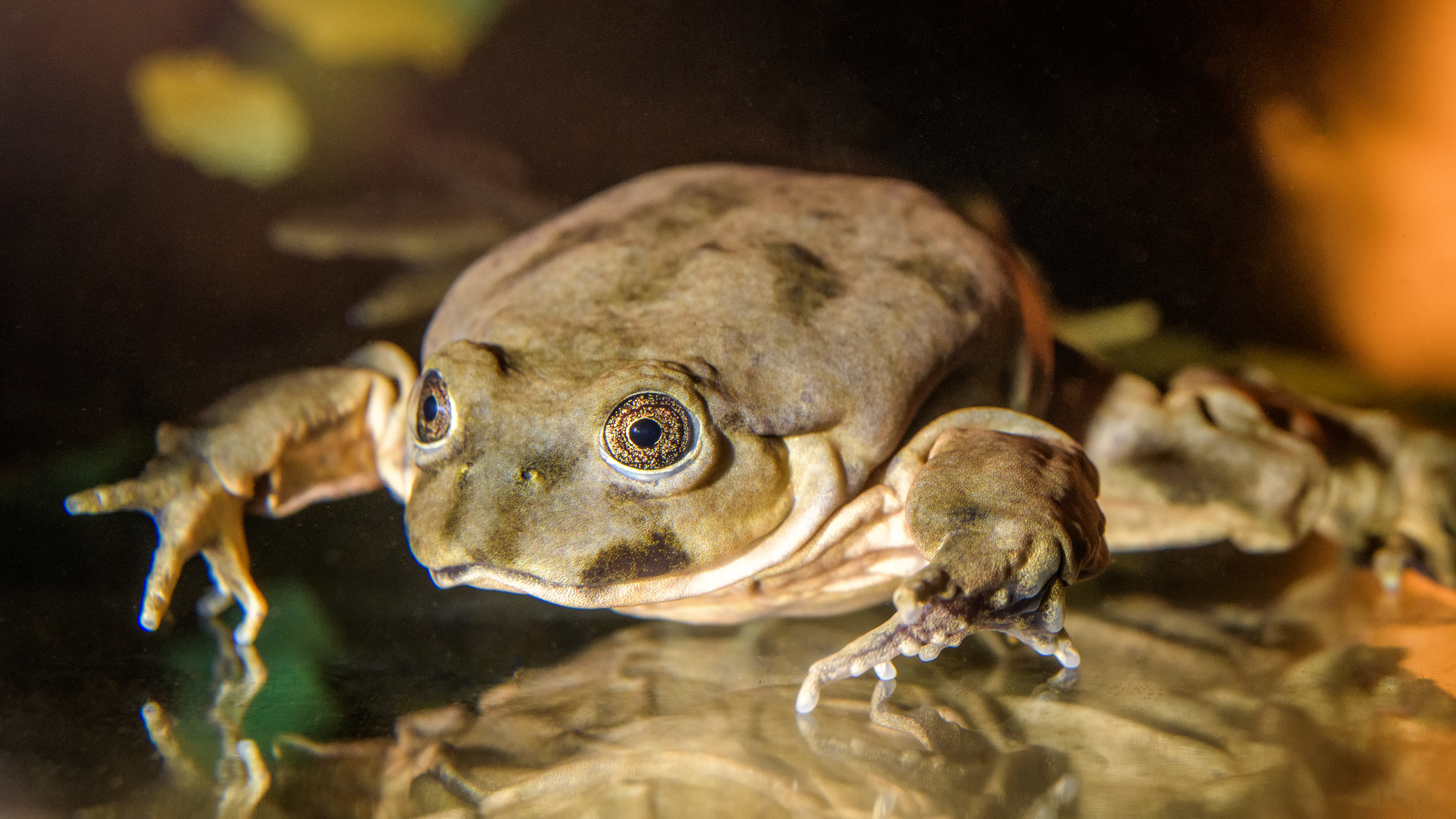
T. culeus

Telmatobiidae – monotypowa rodzina płazów z rzędu płazów bezogonowych (Anura).

## Zasięg występowania
Rodzina obejmuje gatunki występujące w andyjskiej Ameryce Południowej, od Ekwadoru do Chile i Argentyny.

## Systematyka

### Etymologia
- Telmatobius: gr. τελμα telma, τελματος telmatos „bagno”[13]; βιος bios „życie”[14].
- Batrachophrynus: gr. βατραχος batrakhos „żaba”[15]; φρυνη phrunē, φρυνης phrunēs „ropucha”[16]. Gatunek typowy: Batrachophrynus macrostomus Peters, 1873.
- Pseudobatrachus: gr. ψευδος pseudos „fałszywy”[17]; βατραχος batrakhos „żaba”[15]. Gatunek typowy: Pseudobatrachus jelskii Peters, 1873.
- Cophaeus: gr. κωφος kōphos „tępy, stępiony”[18]. Nazwa zastępcza dla Telmatobius — Boulenger, 1882.

### Taksonomia
W klasyfikacji płazów przyjętej przez Frosta i współpracowników (2006) oraz Granta i współpracowników (2006) grupa ta jest jedną z podrodzin zaliczonych przez autorów do rodziny Ceratophryidae (obok Ceratophryinae i, w wypadku drugiej cytowanej publikacji, Batrachylinae). Z analizy filogenetycznej przeprowadzonej przez Pyrona i Wiensa (2011) wynika jednak, że Batrachylinae, Ceratophryinae i Telmatobiinae nie tworzą kladu, do którego nie należałyby również rodziny Alsodidae, Cycloramphidae, Hylodidae, Odontophrynidae i Rhinodermatidae; na tej podstawie autorzy podnieśli podrodziny Batrachylinae i Telmatobiinae do rang odrębnych rodzin.

### Podział systematyczny
Do rodziny należy jeden rodzaj Telmatobius z następującymi gatunkami:

- Telmatobius arequipensis Vellard, 1955
- Telmatobius atacamensis Gallardo, 1962
- Telmatobius atahualpai Wiens, 1993
- Telmatobius bolivianus Parker, 1940
- Telmatobius brachydactylus (Peters, 1873)
- Telmatobius brevipes Vellard, 1951
- Telmatobius brevirostris Vellard, 1955
- Telmatobius carrillae Morales, 1988
- Telmatobius ceiorum Laurent, 1970
- Telmatobius chusmisensis Formas, Cuevas & Nuñez, 2006
- Telmatobius cirrhacelis Trueb, 1979
- Telmatobius colanensis Wiens, 1993
- Telmatobius contrerasi Cei, 1977
- Telmatobius culeus (Garman, 1876)
- Telmatobius degener Wiens, 1993
- Telmatobius edaphonastes De la Riva, 1995
- Telmatobius espadai De la Riva, 2005
- Telmatobius fronteriensis Benavides, Ortiz & Formas, 2002
- Telmatobius gigas Vellard, 1969
- Telmatobius halli Noble, 1938
- Telmatobius hauthali Koslowsky, 1895
- Telmatobius hintoni Parker, 1940
- Telmatobius hockingi Salas & Sinsch, 1996
- Telmatobius huayra Lavilla & Ergueta-Sandoval, 1995
- Telmatobius hypselocephalus Lavilla & Laurent, 1989
- Telmatobius ignavus Barbour & Noble, 1920
- Telmatobius intermedius Vellard, 1951
- Telmatobius jelskii (Peters, 1873)
- Telmatobius laevis Philippi, 1902
- Telmatobius laticeps Laurent, 1977
- Telmatobius latirostris Vellard, 1951
- Telmatobius macrostomus (Peters, 1873)
- Telmatobius mantaro Ttito, Landauro, Venegas, De la Riva & Chaparro, 2016
- Telmatobius marmoratus (Duméril & Bibron, 1841)
- Telmatobius mayoloi Salas & Sinsch, 1996
- Telmatobius mendelsoni De la Riva, Trueb & Duellman, 2012
- Telmatobius necopinus Wiens, 1993
- Telmatobius niger Barbour & Noble, 1920
- Telmatobius oxycephalus Vellard, 1946
- Telmatobius pefauri Veloso & Trueb, 1976
- Telmatobius peruvianus Wiegmann, 1834
- Telmatobius philippii Cuevas & Formas, 2002
- Telmatobius pinguiculus Lavilla & Laurent, 1989
- Telmatobius pisanoi Laurent, 1977
- Telmatobius platycephalus Lavilla & Laurent, 1989
- Telmatobius punctatus Vellard, 1955
- Telmatobius rimac Schmidt, 1954
- Telmatobius rubigo Barrionuevo & Baldo, 2009
- Telmatobius sanborni Schmidt, 1954
- Telmatobius schreiteri Vellard, 1946
- Telmatobius scrocchii Laurent & Lavilla, 1986
- Telmatobius sibiricus De la Riva & Harvey, 2003
- Telmatobius simonsi Parker, 1940
- Telmatobius stephani Laurent, 1973
- Telmatobius thompsoni Wiens, 1993
- Telmatobius timens De la Riva, Aparicio & Ríos, 2005
- Telmatobius truebae Wiens, 1993
- Telmatobius vellardi Munsterman & Leviton, 1959
- Telmatobius ventriflavum Catenazzi, Vargas García & Lehr, 2015
- Telmatobius verrucosus Werner, 1899
- Telmatobius yuracare De la Riva, 1994 – andoświstek jurakare[22]